# 汽油

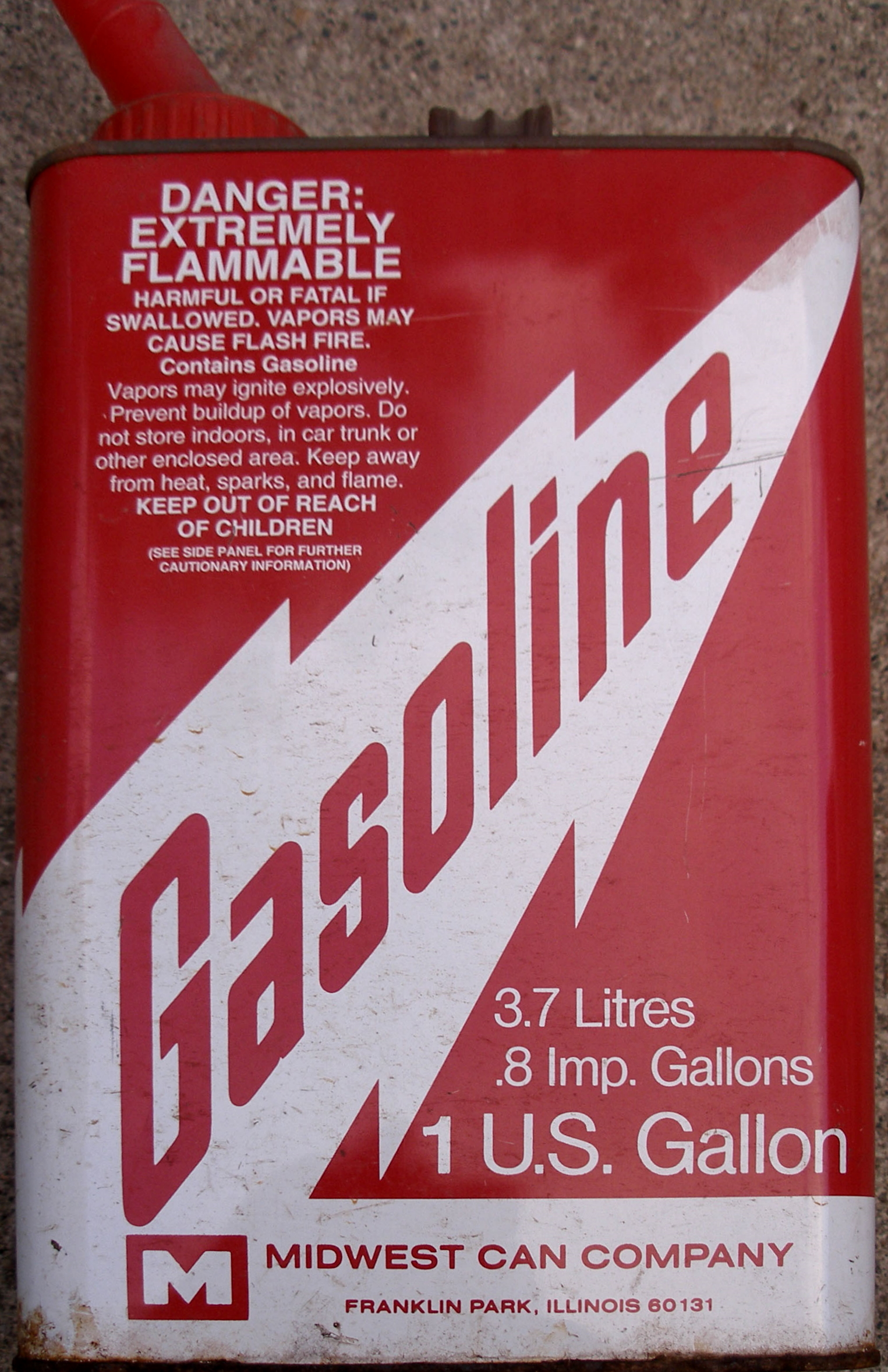
汽油

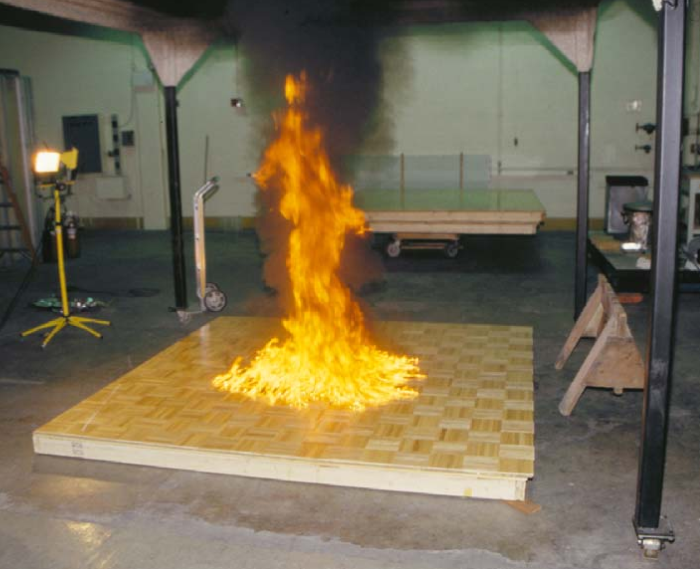
汽油燃燒的火焰

汽油是种从石油裏分馏或裂化、裂解出来的具有挥发性、可燃性的烃类混合物液体，可用作燃料。在香港也被称为“电油”。

## 詞源
汽油的譯源「gasoline」一說最初來自商標名「Cazeline」。可能是John Cassell拿他的姓氏Cassell所變化出來的名稱。在1862年的泰晤士报登了一則廣告：「The Patent Cazeline Oil, safe, economical, and brilliant … possesses all the requisites which have so long been desired as a means of powerful artificial light.」。後來因一些商業競爭，一位商店主Samuel Boyd將「Cazeline」改稱「Gazeline」來販售，而之後「Gazeline」或「Gasoline」便流行了起來。

## 性状
汽油為无色液体（為方便辨識不同辛烷值的汽油，有時會加入不同顏色），具特殊臭味。易挥发。易燃。主要成分为C5～C12脂肪烃和环烃类，并含少量芳香烃和硫化物。

## 分類
應用在內燃機內的汽油，必須保持在壓縮過程不自動燃燒。汽油抗爆震的能力以按辛烷值量度。增加汽油辛烷值的其中一種方法為加入四乙基鉛，但是對人體有害，且會損壞控制排氣污染的觸媒轉化器，因此1980年代起無鉛汽油逐漸取代有鉛汽油（又稱「高級汽油」，現時僅有航空汽油），由於部分舊型引擎可能使用未強化過的進氣閥氣門座，若只是使用無鉛汽油會提早損壞，此種引擎也可以使用無鉛汽油，但偶爾要添加代鉛劑。
至2011年，全世界仍有阿富汗、阿爾及利亞、伊拉克、朝鲜、緬甸及葉門六國仍使用有鉛汽油，聯合國已與這六國合作訂定有鉛汽油退場計劃，以能在2013年時全球不再使用有鉛汽油。2021年8月30日，聯合國環境規劃署宣佈全球最後一個供應有鉛汽油的國家阿爾及利亞於7月起停供，有鉛汽油正式走入歷史。
為了在儲藏、輸送過程能夠清楚瞭解儲藏、輸送的油品，一般煉油廠會在不同級別的油品中加入不同的顏料以茲識別。

### 中國大陸
- 89號汽油：適用於引擎壓縮比7.5到8.0之間的車子（2014年前标为90号，大部分地区停售）
- 92號汽油：適用於引擎壓縮比8.0到8.5之間的車子（2014年前标为93号）
- 95號汽油：適用於引擎壓縮比8.5到9.5之間的車子（2014年前标为97号）
- 98號汽油：適用於引擎壓縮比9.5以上的車子（较少油站有售）

### 臺灣
- 二行程（無鉛）汽油：早年因二行程引擎車輛與機具（如割草機、鏈鋸）使用而開發，主要含有高級汽油與3~5%左右的二行程機油，後期改為無鉛汽油混合二行程機油販售。販售的地點逐年減少，於2006年4月25日前正式停售，停售前最後價格為新臺幣28元/每公升，目前已完全停售。
- 高級汽油：為淡黃色，早年以四乙基鉛作為抗爆震成份，能力大約在92－95附近。已於2000年1月1日起停售，老車建議改加95無鉛，較為早期出廠的老車需要再加代鉛劑。
- 92無鉛汽油：為藍色，一般適用於引擎壓縮比較低的車子，但部份新型車款已經可以使用不會產生爆震，正常燃燒下是最完全的。
- 95無鉛汽油：為淡黃色，為臺灣發油量最大的汽油等級，適用於一般路況行駛的車子與大部分在台灣販售之汽油車。
- 95+無鉛汽油：台塑石化專有商品，辛烷值約~96，台塑石化於2015年6月24日起生產銷售，取代台塑95無鉛汽油。
- 98無鉛汽油：為淡紅色，適用於高引擎壓縮比、性能款式或是部份豪華進口車款。但是在改車圈當中有些改缸車也會添加此油來取得較佳的性能。
- E3酒精汽油：為台灣中油於2007年起配合政府推動替代能源發展，所提供於一般無鉛汽油中摻配3%生質酒精而成，目的為減少同一體積汽油燃燒所產生之碳排量。酒精具有高辛烷值、含氧量高、燃燒效率高而可減少爆震，閃火點與自燃點皆較汽油高而比純汽油儲存安全性高。雖然酒精所含的熱能比汽油差一些，但由於E3的燃燒較好，兩者相抵之下引擎的性能和油耗差不多。適用車款建議詢車輛原廠。

## 安全性

HAZMAT class 3汽油

### 毒性
2003年德州無鉛汽油的安全資料表顯示，至少有15種不同含量的危險化學物質，包括苯（體積含量最高達5%）、甲苯（體積含量高達35%）、萘（體積含量最高達1%）、偏三甲苯（體積含量最高達7%）和甲基叔丁基醚（MTBE，在某些州含量最高達18%）等。汽油中的碳氫化合物通常急性毒性較低，單純芳香族化合物的半數致死量（LD50）為700-2700毫克/公斤。苯和許多抗爆添加劑具有致癌性。
人們在工作場所中可能會透過吞食、吸入氣體、皮膚接觸以及眼睛接觸等方式而暴露於汽油。汽油具有毒性，美國國家職業安全與健康研究所（NIOSH）已將其列為致癌物。無論是身體接觸、吞食或吸入，都可能引發健康問題。由於吞食大量的汽油會對主要器官造成永久性損害，因此一旦發生，應立即聯絡當地的毒物控制中心或前往急診室就醫。
與普遍的誤解相反，吞下汽油通常不需要特別的緊急處理，且催吐並沒有幫助，反而可能使情況惡化。根據毒物專家布萊德·達爾（Brad Dahl）的說法，「即使是兩大口，只要它進入胃裡並留在或繼續往下走，也不會那麼危險。」美國疾病控制與預防中心（CDC）的毒物物質與疾病登記署也指出，不應催吐、洗胃或給予活性碳。

### 吸食中毒
吸食汽油蒸氣是一種常見的興奮劑。使用者會特意濃縮並吸入汽油蒸氣，以產生欣快和物質中毒感，這種方式並非製造商的設計用途。在澳洲、加拿大、紐西蘭和部分太平洋島嶼的一些貧困社區和原住民群體中，吸入汽油的行為已成為一種流行病。這種做法被認為會對器官造成嚴重損害，並引發其他影響，例如智力障礙和多種癌症。
1993年，加拿大孤立的拉布拉多北部社區戴維斯灣（Davis Inlet）的原住民兒童，因吸食汽油而成為全國關注的焦點。加拿大聯邦政府與紐省政府曾數次介入，將許多兒童送往外地治療。儘管他們在2002年被遷至新的納圖阿什（Natuashish）社區，但嚴重的吸入式物質濫用問題依然持續存在。類似的問題在2000年的謝沙齊烏（Sheshatshiu）以及皮坎吉庫姆第一民族（Pikangikum First Nation）也有報導。2012年，此一議題再次成為加拿大新聞媒體的頭條。
2005年，澳洲政府與澳洲英國石油公司開始在容易發生汽油吸食問題的偏遠地區，推廣使用Opal燃油。Opal是一種不易被濫用的燃油（其產生「興奮感」的可能性遠低於一般汽油），此舉在某些原住民社區確實產生了正面的影響。

### 可燃性

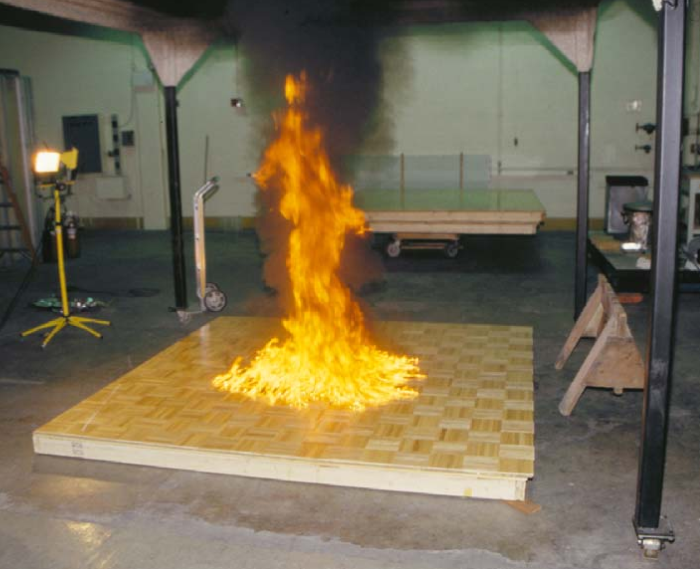
不受控制的汽油燃燒會產生大量的煤煙和一氧化碳。

汽油是易燃物質，閃點低至−23 °C（−9 °F）。汽油在空氣中的爆炸下限為體積濃度1.4%，爆炸上限則為7.6%。如果濃度低於1.4%，油氣混合物過於稀薄，無法點燃；若濃度高於7.6%，混合物又過於濃稠，同樣無法點燃。然而，汽油蒸氣會迅速與空氣混合並擴散，使得不受限制的汽油能夠快速點燃。

### 汽油尾氣
燃燒汽油所產生的尾氣對環境和人體健康都有害。當一氧化碳（CO）被人體吸入後，會輕易地與血液中的血紅素結合，其結合能力是氧氣的300倍。以致肺部的血紅素會轉而與一氧化碳結合，而非氧氣，導致人體缺氧，引發頭痛、頭暈、嘔吐等中毒症狀。在嚴重的情況下，甚至可能導致死亡。碳氫化合物必須在濃度相當高時才會對人體產生影響，其毒性程度取決於化學成分。不完全燃燒所產生的碳氫化合物包含烷烴、芳香烴和醛類。其中，濃度超過35 g/m³的甲烷和乙烷會導致意識喪失或窒息；濃度超過45 g/m³的戊烷和己烷則會產生麻醉作用；而芳香烴對健康的影響更為嚴重，會造成血液毒性、神經毒性和致癌風險。如果苯的濃度超過40 ppm，可能會導致白血病；而二甲苯則會引起頭痛、頭暈、噁心和嘔吐。
人體大量接觸醛類會造成眼睛刺激、噁心和頭暈。除了致癌作用外，長期接觸還會對皮膚、肝臟、腎臟造成損害，並導致白內障。NOx進入肺泡後，會對肺部組織產生嚴重的刺激作用。它會刺激眼睛結膜，造成流淚及紅眼症狀，同時也會對鼻子、咽部、喉嚨等器官產生刺激影響。這可能導致急性哮喘、呼吸困難、紅眼、喉嚨痛和頭暈等中毒症狀。此外，懸浮微粒也對健康有害。

## 用途
用量最大的轻质石油产品之一，是引擎的一种重要燃料。
根据制造过程可分为直馏汽油、热裂化汽油、催化裂化汽油、重整汽油、焦化汽油、叠合汽油、加氢裂化汽油、裂解汽油和烷基化汽油、合成汽油等。
根据用途可分为航空汽油、车用汽油、溶剂汽油等三大类。主要用途為汽油机的燃料。
广泛用于汽车、摩托车、快艇、動力航空器（如直升飞机）等。溶剂汽油则用于橡胶、油漆、油脂、香料等工业。

## 价格

### 亚洲地区价格

#### 中國部分地区92号汽油价格（2014年前标为93号）
單位：人民幣
| 地区名称 | 2022年3月 | 2018年11月 | 2018年10月 | 2012年2月 | 2010年12月 | 2011年10月 | 2009年8月 | 2008年8月 | 2007年12月 | 2004年8月 |
| -------- | --------- | ---------- | ---------- | --------- | ---------- | ---------- | --------- | --------- | ---------- | --------- |
| 北京     | 8.65元/升 | 8.72元/升  | 7.99元/升  | 7.85元/升 | 7.17元/升  | 7.61元/升  | 6.19元/升 | 6.20元/升 | 5.60元/升  | 3.66元/升 |
| 上海     | 8.61元/升 | 8.45元/升  | 7.95元/升  | 7.79元/升 | 7.11元/升  | 7.55元/升  | 6.37元/升 | 6.05元/升 | 5.19元/升  | 3.66元/升 |

#### 中國部分地区98号汽油价格
單位：人民幣
| 地区名称 | 2022年3月  | 2018年10月 |
| -------- | ---------- | ---------- |
| 北京     | 10.19元/升 | 9.48元/升  |
| 上海     | 10.16元/升 | 9.16元/升  |
| 浙江     | 10.03元/升 | 9.27元/升  |

### 欧洲地区价格
以下表格为每升汽油在欧洲部分国家的售价，单位为欧元
| 国家名称   | 2004年12月 | 2005年5月 | 2007年7月 | 2008年4月 | 2009年1月 |
| ---------- | ---------- | --------- | --------- | --------- | --------- |
| 比利时     | 1,10       | 1,24      | 1,41      | 1,50      | 1,11      |
| 丹麦       | 1,26       | 1,23      | 1,38      | 1,40      | 1,00      |
| 德国       | 1,19       | 1,18      | 1,37      | 1,43      | 1,09      |
| 法国       | 1,05       | 1,15      | 1,31      | 1,38      | 1,07      |
| 意大利     | 1,10       | 1,23      | 1,35      | 1,39      | 1,10      |
| 卢森堡     | 0,92       | 0,99      | 1,18      | 1,19      | 0,91      |
| 荷兰       | 1,26       | 1,33      | 1,51      | 1,56      | 1,25      |
| 奥地利     | 0,94       | 1,00      | 1,13      | 1,22      | 0,91      |
| 波兰       | 0,80       | 0,92      | 1,15      | 1,23      | 0,82      |
| 瑞士       | 0,92       | 0,98      | 1,06      | 1,14      | 0,88      |
| 斯洛伐克   |            | 0,90      | 1,11      | 1,21      | 1,05      |
| 斯洛文尼亚 |            | 0,90      | 1,11      | 1,07      | 0,83      |
| 捷克       | 0,87       | 0,92      | 1,03      | 1,21      | 0,92      |
| 匈牙利     | 1,00       | 1,01      | 1,13      | 1,13      | 0,86      |

## 参看
- 乙醇汽油
- 柴油
- 生質柴油
- 煤油
- 天然气
- 液化石油气
- 抗震劑